# Борщовка (Харьковская область)
Борщо́вка, устар. Борщёвка (укр. Борщівка) — село, Борщовский сельский совет, Балаклейский район, Харьковская область, Украина.

## Географическое положение
Село Борщовка находится на левом берегу реки Волосская Балаклейка;
выше по течению на расстоянии в 5 км расположено село Бригадировка,
ниже по течению на расстоянии в 6 км расположен город Балаклея.

## История
Село основано в XVIII веке.
Первоначальное название — Поповка.
Одним из первых владельцев села был балаклейский казацкий сотник Степан Михайлович Лисаневич.
Являлось селом Балаклейской волости Змиевского уезда Харьковской губернии Российской империи.
Во время Великой Отечественной войны село находилось под немецкой оккупацией.
По состоянию на начало 1966 года численность населения составляла 1565 человек, здесь находилась центральная усадьба колхоза им. Жданова, действовали восьмилетняя школа, клуб и библиотека.
Население по переписи 2001 г. составляло 1292 человека.

## Экономика
- Молочно-товарная и свино-товарная фермы.
- На территории села расположены производственные мощности «Балаклейского маслозавода».

## Объекты социальной сферы
- Борщовская общеобразовательная школа І—ІІІ ступеней № 1.

## Достопримечательности
- Есть памятник воинам-освободителям, памятник жертвам голодомора 1932—33 гг.